# Oxyethira presilla
Oxyethira presilla är en nattsländeart som beskrevs av Harris och Davenport 1999. Oxyethira presilla ingår i släktet Oxyethira och familjen smånattsländor. Inga underarter finns listade i Catalogue of Life.